# Блідношкірий
«Блідношкірий» (англ. The Paleface) — американська чорно-біла німа кінокомедія Бастера Кітона 1922 року.

## Сюжет
Злі нафтобарони дали індіанцям всього один день для того, щоб вони пішли зі своєї землі. Вождь індіанців наказує своїм солдатам вбити першого-ліпшого блідолицього. Першим-ліпшим виявився герой Бастера Кітона. Після багатьох пригод він стає членом племені і допомагає боротися з нафтобаронами.

## У ролях
- Бастер Кітон — блідношкірий
- Вірджинія Фокс — індіанка
- Джо Робертс — лідер племені